# James Gregory (Schauspieler)

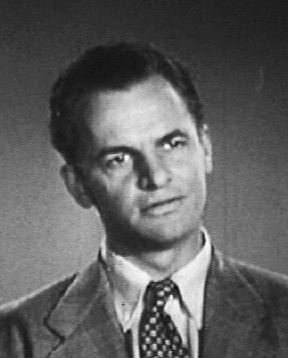
James Gregory (1948)

James Gregory (* 23. Dezember 1911 im Bundesstaat New York; † 16. September 2002 in Sedona) war ein US-amerikanischer Schauspieler.

## Leben und Karriere
Gregory wurde in der Bronx geboren und wuchs in New Rochelle auf. In der High School wurde er zum Leiter der Schauspielgruppe gewählt. Mit dem Ziel, Börsenmakler zu werden, begann er an der Wall Street als Laufbursche zu arbeiten. Nebenher spielte James Gregory weiterhin Theater, trat in New York, New Jersey und Maryland auf, bis er 1935 die Schauspielerei zu seinem Beruf machte. Sein Broadway-Debüt gab er 1939 in Key Largo. In den nächsten 16 Jahren folgten rund zwei Dutzend weitere Broadway-Produktionen, unterbrochen durch den Zweiten Weltkrieg, als er drei Jahre lang in der Armee diente. Am 25. Mai 1944 heiratete er die Sängerin Anne Miltner (1917–2005), mit der er bis zu seinem Tod verheiratet war.
Zu Beginn der 50er-Jahre verlagerte Gregory seine schauspielerische Tätigkeit von der Bühne auf das neue Massenmedium Fernsehen. Er trat u. a. in Episoden der Serien Alfred Hitchcock zeigt, Twilight Zone und Die Unbestechlichen auf. Im Jahr 1962 verhalf ihm seine Rolle als Senator Iselin im Film Botschafter der Angst mit Frank Sinatra zu größerer Bekanntheit. Nach Captain Newman an der Seite von Gregory Peck und Die vier Söhne der Katie Elder mit John Wayne und Dean Martin folgten drei Filme der Matt-Helm-Reihe, ebenfalls mit Dean Martin. Deutlich zahlreicher waren jedoch weiterhin seine Auftritte in Fernsehserien, in den 60er-Jahren spielte James Gregory mehrmals in Die Leute von der Shiloh-Ranch, Tausend Meilen Staub, Bonanza, Big Valley und Der Chef sowie u. a. in Ein Käfig voller Helden, Auf der Flucht, Raumschiff Enterprise, Rauchende Colts, High Chaparral und Hawaii Fünf-Null.
Auch in den 70er-Jahren überwogen seine Fernsehrollen, er war in Kobra, übernehmen Sie, zwei Episoden der Columbo-Reihe, Die Straßen von San Francisco und Quincy zu sehen. Zwischen 1975 und 1982 spielte Gregory als Inspektor Luger eine feste Rolle in der Polizeiserie Barney Miller. Im Film war er z. B. als General Ursus in Rückkehr zum Planet der Affen und, diesmal als Gegenspieler von Gregory Peck, im Spätwestern Abrechnung in Gun Hill zu sehen.
Nach zwei Schlaganfällen ging James Gregory 1983 in den Ruhestand. Er verstarb 2002 im Alter von 90 Jahren in seinem Haus in Sedona.

## Filmografie (Auswahl)
- 1948: Stadt ohne Maske (The Naked City)
- 1951: Froschmänner (The Frogmen)
- 1956: Alle Spuren verwischt (The Scarlet Hour)
- 1957: Wenn die Nacht anbricht (Nightfall)
- 1957: Das nackte Gesicht (The Young Stranger)
- 1957: Schlucht des Verderbens (Gun Glory)
- 1958: Der Zwiebelkopf (Onionhead)
- 1959: Al Capone
- 1959: Hey Boy! Hey Girl!
- 1961: Die X-15 startklar (X-15)
- 1962: Zwei Wochen in einer anderen Stadt (Two Weeks in Another Town)
- 1962: Botschafter der Angst (The Manchurian Candidate)
- 1963: Patrouillenboot PT 109 (PT 109)
- 1963: Rufmord (Twilight of Honor)
- 1963: Captain Newman (Captain Newman, M.D.)
- 1964: Die blaue Eskadron (A Distant Trumpet)
- 1964: Rasch, bevor es schmilzt (Quick Before It Melts)
- 1965: Die vier Söhne der Katie Elder (The Sons of Katie Elder)
- 1965: Nymphomania (A Rage to Live)
- 1966: Leise flüstern die Pistolen (The Silencers)
- 1966: Die Mörder stehen Schlange (Murderers' Row)
- 1966: Ein Käfig voller Helden (Hogan’s Heroes, Folge 33)
- 1967: Nur nicht Millionär sein (Clambake)
- 1967: Wenn Killer auf der Lauer liegen (The Ambushers)
- 1968: Der Etappenheld (The Secret War of Harry Frigg)
- 1969: Sexualprotz wider Willen (The Love God?)
- 1970: Rückkehr zum Planet der Affen (Beneath the Planet of the Apes)
- 1970: Herrscher der Insel (The Hawaiians)
- 1971: Die Millionen-Dollar-Ente (The Million Dollar Duck)
- 1971: Abrechnung in Gun Hill (Shoot Out)
- 1971: The Late Liz
- 1974: M*A*S*H (Fernsehserie, Staffel 3, Folge 4)
- 1975: Der Retorten Goliath (The Strongest Man in the World)
- 1979: Was, du willst nicht? (The Main Event)
- 1982: Quincy (Fernsehserie, Folge Tödliche Einweihungsfeier)